# Listă de filme de groază din 2002
Aceasta este o listă de filme de groază din 2002.
| Titlu                                      | Regizor                                  | Distribuție                                              | Țara                                                                                        | Note                   |
| ------------------------------------------ | ---------------------------------------- | -------------------------------------------------------- | ------------------------------------------------------------------------------------------- | ---------------------- |
| Blood Gnome                                | John Lechago                             | Vinnie Bilancio, Melissa Pursley, Scott Evangelista      | Statele Unite ale Americii                                                                  | [ 1 ]                  |
| The Brotherhood III: Young Demons          | David DeCoteau                           | Kristopher Turner, Andrew Hrankowski, Ellen Wieser       | Canada · Statele Unite ale Americii                                                         | [ 2 ]                  |
| Bubba Ho-Tep                               | Don Coscarelli                           | Bruce Campbell, Ossie Davis, Ella Joyce                  | Statele Unite ale Americii                                                                  | Comedy horror          |
| Cabin Fever                                | Eli Roth                                 | Jordan Ladd, James DeBello, Cerina Vincent, Rider Strong | Statele Unite ale Americii                                                                  | [ 4 ]                  |
| Carrie                                     | David Carson                             | Angela Bettis, Steve Byers, Patricia Clarkson            | Statele Unite ale Americii                                                                  | [ 5 ]                  |
| Dark Water                                 | Hideo Nakata                             | Hitomi Kuroki, Rio Kanno, Mirei Oguchi                   | Japonia                                                                                     | [ 6 ]                  |
| Darkness                                   | Jaume Balagueró                          | Anna Paquin, Lena Olin, Iain Glen                        | Spania                                                                                      | [ 7 ]                  |
| Dead & Rotting                             | David P. Barton                          | Trent Haaga, Tammi Sutton, Debbie Rochon                 | Statele Unite ale Americii                                                                  | [ 8 ]                  |
| Dead Above Ground                          | Chuck Bowman                             | Lisa Ann Hadley, Keri Lynn Pratt, Charlie Weber          | Statele Unite ale Americii                                                                  | [ 9 ]                  |
| Descendant                                 | Kermit Christman                         | Katherine Heigl, Arie Verveen                            | Statele Unite ale Americii                                                                  | [ 10 ]                 |
| Death Factory                              | Brad Sykes                               | Lisa Jay, Jeff Ryan, Karla Zamundio                      | Statele Unite ale Americii                                                                  | [ 11 ]                 |
| Deathbed                                   | Danny Draven                             | Tanya Dempsey, Brave Matthews, Meagan Mangum             | Statele Unite ale Americii                                                                  | [ 12 ]                 |
| Deathwatch                                 | Michael J. Bassett                       | Jamie Bell, Ruaidhri Conroy, Laurence Fox                | Germania · Regatul Unit al Marii Britanii și al Irlandei de Nord                            | [ 13 ]                 |
| Dog Soldiers                               | Neil Marshall                            | Sean Pertwee, Kevin McKidd, Emma Cleasby                 | Regatul Unit al Marii Britanii și al Irlandei de Nord · Luxemburg                           | [ 14 ]                 |
| Dolla Morte                                | Bill Zebub                               | J.T. Petty, Katja Methfessel, Rocco Martone              | Statele Unite ale Americii                                                                  | [ 15 ]                 |
| Dracula, Pages From a Virgin's Diary       | Guy Maddin                               | Zhang Wei-Qiang, Tara Birtwhistle, David Moroni          | Canada                                                                                      | [ 16 ]                 |
| Eight Legged Freaks                        | Ellory Elkayem                           | David Arquette, Kari Wuhrer, Scott Terra                 | Statele Unite ale Americii                                                                  | [ 17 ]                 |
| The Eye                                    | Danny Pang, Oxide Pang Chun              | Angelica Lee, Lawrence Chou, Chutcha Rujinanon           | Hong Kong · Singapore                                                                       | [ 18 ]                 |
| FeardotCom                                 | William Malone                           | Stephen Dorff, Natascha McElhone, Stephen Rea            | Statele Unite ale Americii                                                                  | [ 19 ]                 |
| Fear of the Dark                           | K.C. Bascombe                            | Jesse James, Kevin Zegers, Rachel Skarsten               | Canada                                                                                      | [ 20 ]                 |
| Ghost Ship                                 | Steve Beck                               | Gabriel Byrne, Julianna Margulies, Karl Urban            | Statele Unite ale Americii                                                                  | [ 21 ]                 |
| Halloween: Resurrection                    | Rick Rosenthal                           | Jamie Lee Curtis, Katee Sackhoff, Busta Rhymes           | Statele Unite ale Americii                                                                  | [ 22 ]                 |
| Hunting Humans                             | Kevin Kangas                             | Rick Ganz, Bubby Lewis, Jeff Kipers                      |                                                                                             | [ 23 ]                 |
| I'll Bury You Tomorrow                     | Alan Rowe Kelly                          | Katherine O'Sullivan, Zoë Daelman Chlanda, Rick Zahn     | Statele Unite ale Americii                                                                  | [ 24 ]                 |
| Inner Senses                               | Law Chi-Leung                            | Leslie Cheung, Karena Lam, Maggie Poon,                  | Hong Kong                                                                                   | [ 25 ]                 |
| Jason X                                    | James Isaac                              | Kane Hodder, Lexa Doig, Lisa Ryder                       | Statele Unite ale Americii                                                                  | [ 26 ]                 |
| Killjoy 2: Deliverance from Evil           | Tammi Sutton                             | Choice Skinner, Trent Haaga, Debbie Rochon               |                                                                                             | [ 27 ]                 |
| Killer Bees                                | Scott Leberecht                          | C. Thomas Howell, Fiona Loewi, Emily Tennant             | Statele Unite ale Americii                                                                  | [ 28 ]                 |
| Killer Barbys vs. Dracula                  | Jesus Franco                             | Bela B., Dan van Husen, Carsten Frank                    |                                                                                             | [ 29 ]                 |
| Long Time Dead                             | Marcus Adams                             | Joe Absolom, Lara Belmont, Melanie Gutteridge            | Regatul Unit al Marii Britanii și al Irlandei de Nord                                       | [ 30 ]                 |
| Make a Wish                                | Sharon Ferranti                          | Moynan King, Hollace Starr, Virginia Baeta               | Statele Unite ale Americii                                                                  | [ 31 ]                 |
| Maléfique                                  | Eric Valette                             | Gérald Laroche, Philippe Laudenbach, Clovis Cornillac    | Franța                                                                                      | [ 32 ]                 |
| May                                        | Lucky McKee                              | Angela Bettis, Jeremy Sisto, Anna Faris                  | Statele Unite ale Americii                                                                  | [ 33 ]                 |
| Mutation 3 – Century of the Dead           | Timo Rose                                | Anja Gebel, Ricky Goldberg, Yvette Moreaux               | Germania                                                                                    | [ 34 ]                 |
| My Little Eye                              | Marc Evans                               | Sean CW Johnson, Kris Lemche, Jennifer Sky               | Statele Unite ale Americii · Regatul Unit al Marii Britanii și al Irlandei de Nord · Franța | [ 35 ]                 |
| Nine Lives                                 | Andrew Green                             | Paris Hilton, Tarri Markel, David Nicolle                | Statele Unite ale Americii                                                                  | [ 36 ]                 |
| Phone                                      | Ahn Byeong-ju                            | Ha Ji-weon, Kim Yu-mi, Choi Woo-jae                      | Coreea de Sud                                                                               | [ 37 ]                 |
| Project Viper                              | Jay Andrews                              | Tamara Davies, Adam Lieberman, Steve J. Hennessy         | Statele Unite ale Americii                                                                  | Science fiction horror |
| Python II                                  | Lee McConnell                            | William Zabka, Alex Jolig, Dana Ashbrook                 | Statele Unite ale Americii                                                                  | [ 39 ]                 |
| Queen of the Damned                        | Paul Goldman, Michael Rymer              | Aaliyah, Stuart Townsend, Vincent Perez                  | Statele Unite ale Americii                                                                  | [ 40 ]                 |
| Resident Evil                              | Paul W.S. Anderson                       | Milla Jovovich, Michelle Rodriguez, Indra Ové            | Statele Unite ale Americii                                                                  | [ 41 ]                 |
| The Ring                                   | Gore Verbinski                           | Naomi Watts, Martin Henderson, David Dorfman             | Statele Unite ale Americii                                                                  | [ 42 ]                 |
| Rose Red                                   | Craig R. Baxley                          | Nancy Travis, Matt Keeslar, Kimberly J. Brown            | Statele Unite ale Americii                                                                  | [ 43 ]                 |
| Shark Attack 3: Megalodon                  | David Worth                              | John Barrowman, Jenny McShane, Ryan Cutrona              | Statele Unite ale Americii                                                                  | [ 44 ]                 |
| Slash                                      | Neal Sundstrom                           | Steve Railsback, Craig Kirkwood, Danny Keogh             |                                                                                             | [ 45 ]                 |
| They                                       | Robert Harmon                            | Laura Regan, Marc Blucas, Ethan Embry                    | Statele Unite ale Americii                                                                  | [ 46 ]                 |
| Three                                      | Kim Ji-Woon, Nonzee Nimibutr, Peter Chan | Kim Hye-su, Jung Bo-Seog, Moon Jung-Hee                  | Coreea de Sud · Thailanda · Hong Kong                                                       | [ 47 ]                 |
| Tsui Hark's Vampire Hunters                | Wellson Chin                             | Ken Chang, Michael Chow Man-kin, Lam Suet                | Hong Kong · Japonia · Țările de Jos                                                         | [ 48 ]                 |
| Wishcraft                                  | Danny Graves, Richard Wenk               | Alexandra Holden, Michael Weston                         | Statele Unite ale Americii                                                                  | [ 49 ]                 |
| Vlad Nemuritorul                           | Adrian Popovici                          | Marius Bodochi, Adrian Pintea                            | România                                                                                     | [ 50 ]                 |
| Wishmaster 4: The Prophecy Fulfilled       | Chris Angel                              | John Novak, Tara Spencer-Nairn                           | Statele Unite ale Americii                                                                  | [ 51 ]                 |
| Witchcraft XII: In the Lair of the Serpent | Brad Sykes                               |                                                          | Statele Unite ale Americii                                                                  | [ 52 ]                 |
| Wolfhound                                  | Donovan Kelly                            | Julie Lynn Cialini, Allen Scotti                         | Statele Unite ale Americii                                                                  | [ 53 ]                 |
| Wolves of Wall Street                      | David DeCoteau                           | Charity Rahmer, Stephen Sowan, Maya Parrish              | Statele Unite ale Americii                                                                  | [ 54 ]                 |